# Brusquet
Cet article possède des paronymes, voir Le Brusquet et Ravin du Brusquet.
 Jean Antoine Lombard dit Brusquet (Antibes 1510 - Paris 1568) est un fou du roi qui remplaça Triboulet et vécut à la cour du roi de France François Ier et de ses successeurs Henri II, François II et Charles IX. Il avait d'abord exercé la médecine et avait été employé au camp d'Avignon. Or il fit tant de victimes par son ignorance qu'on allait le pendre, quand le Dauphin, Henri II de France, eut pitié de lui et le prit à son service. Il obtint la place de maître de poste à Paris et il fit fort bien ses affaires. Mais, ayant été soupçonné de huguenotisme, il fut pillé et se vit forcé de fuir (1566).
Brantôme raconte du bouffon une foule de tours des plus comiques.

## Source
Cet article comprend des extraits du Dictionnaire Bouillet. Il est possible de supprimer cette indication, si le texte reflète le savoir actuel sur ce thème, si les sources sont citées, s'il satisfait aux exigences linguistiques actuelles et s'il ne contient pas de propos qui vont à l'encontre des règles de neutralité de Wikipédia.